# Championnats du monde de gymnastique aérobic 1997
Navigation
La Haye 1996 Catane 1998
Les 3es championnats du monde de gymnastique aérobique ont lieu à Perth, en Australie, en 1997.

## Podiums
| Épreuves                    | Or                                                                       | Argent                                              | Bronze                                          |
| --------------------------- | ------------------------------------------------------------------------ | --------------------------------------------------- | ----------------------------------------------- |
| Individuel                  |                                                                          |                                                     |                                                 |
| Hommes résultats détaillés  | Kwang-Soo Park (KOR)                                                     | Kalojan Kaloinov (BUL)                              | Andrei Nezezon (ROU)                            |
| Femmes résultats détaillés  | Juanita Little (AUS)                                                     | Yuriko Ito (JPN)                                    | Chloé Maigre (FRA)                              |
| Groupes                     |                                                                          |                                                     |                                                 |
| Couples résultats détaillés | Bulgarie Kalojan Kaloinov Konstantza Popova                              | Russie Tatiana Soloviola Vladislav Oskner           | Espagne Alba de Las Heras Jonatan Canada        |
| Trio résultats détaillés    | Roumanie Andrei Nezezon Claudiu Catalin Varlam Claudiu Cristian Moldovan | Hongrie Attila Katus Tamas Katus Romeo Szentgyorgyi | Suède Maria Holmgren Helene Nilsson Kim Wickman |

## Tableau des médailles
| Rang  | Nation       | Or | Argent | Bronze | Total |
| ----- | ------------ | -- | ------ | ------ | ----- |
| 1     | Bulgarie     | 1  | 1      | 0      | 0     |
| 2     | Roumanie     | 1  | 0      | 1      | 2     |
| 3     | Australie    | 1  | 0      | 0      | 1     |
| 3     | Corée du Sud | 1  | 0      | 0      | 1     |
| 5     | Hongrie      | 0  | 1      | 0      | 1     |
| 5     | Japon        | 0  | 1      | 0      | 1     |
| 5     | Russie       | 0  | 1      | 0      | 1     |
| 8     | Espagne      | 0  | 0      | 1      | 1     |
| 8     | France       | 0  | 0      | 1      | 1     |
| 8     | Suède        | 0  | 0      | 1      | 1     |
| TOTAL |              |    |        |        |       |